# أدولف فير
أدولف فير (بالألمانية: Adolf Fehr)‏ هو متزحلق جبال الألب ليختنشتاني، ولد في 23 أكتوبر 1940.

## وصلات خارجية
- أدولف فير على موقع أوليمبيديا (الإنجليزية)